# Vinko Nikolić
Vinko Nikolić (Šibenik, 2. ožujka 1912. – Šibenik, 12. srpnja 1997.) bio je hrvatski književnik, kulturni djelatnik i političar.

## Životopis

### Mladost i rad u domovini
Rođen je u Šibeniku (Dolac) 1912. godine. U rodnom gradu pohađao je osnovnu školu i katoličku realnu gimnaziju. Bio je polaznikom Biskupskog sjemeništa. Zatim je otišao studirati u Zagreb na Filozofski fakultet gdje se upisao 1932. godine a u veljači 1937. godine diplomirao je hrvatsku književnost i jezik. Pristupio je 1935. godine ustaškom pokretu. Zbog političkih uvjerenja nije mogao dobiti zaposlenje te je jedno vrijeme radio kao prefekt Napretkovog konvikta u Sarajevu te potom kao dopisnik i jezični ispravljač novina u Zagrebu.
Na Trgovačkoj akademiji predavao je od studenoga 1939. do srpnja 1943. godine, a onda je do svibnja 1945. godine predavao na zagrebačkoj Prvoj muškoj realnoj gimnaziji. Nakon uspostave Nezavisne Države Hrvatske kraće je vrijeme bio stožerni pobočnik za uljudbu u ustaškom stožeru za Zagreb, a zatim 1942.–1943. u Promičbenom odjelu Zapovjedništva Ustaške mladeži.
U srpnju 1943. imenovan je pričuvnim poručnikom Ustaške vojnice u Ministarstvu oružanih snaga NDH, gdje postaje nadstojnik trećeg odsjeka (Odgojno–promidžbenog) u Odgojno–nastavnom odjelu MINORS–a. U listopadu 1944. unaprijeđen je u čin pričuvnog ustaškog nadporučnika, a u siječnju 1945. u čin pričuvnog ustaškog satnika.

### Izbjeglištvo i emigracija
Krajem Drugoga svjetskog rata, povlači se s postrojbama NDH i civilima u Austriju. Ondje je stekao status ratnoga zarobljenika, i u tom svojstvu odlazi u Italiju u britanske zarobljeničke logore Grumo Appula u Bariju i Grottaglie u Tarantu.
Prigodom preseljavanja, 27. ožujka 1946. godine, iskočio je iz vlaka te postao političkim emigrantom. U prvo vrijeme boravi u izbjegličkome logoru Fermo, a zatim u Rimu gdje upisuje poslijediplomski studij slavistike i počinje raditi na doktorskoj tezi o modernoj hrvatskoj poeziji. Kako su okolnosti postajale sve nepovoljnije u Italiji, jer su brojni hrvatski građani u izbjeglištvu bili uhićivani i izručivani Jugoslaviji, odlučuje napustiti Italiju i odlazi u Južnu Ameriku. U Argentinu je došao 8. lipnja 1947. godine, u grad Buenos Aires.
Ondje se angažirao u novinarskom radu te je već za par mjeseci, 1. rujna 1947. godine, zajedno s Franjom Nevistićem, pokrenuo, i do lipnja 1950. godine uređivao, časopis Hrvatska. Iste godine zajedno s Antunom Bonifačićem pokreće časopis Hrvatska revija, koji je uređivao od prvog broja iz 1951. godine do kraja života.
Godine 1966. vraća se u Europu, ali ga 18. listopada iste godine protjeruju iz Francuske nakon što su mu vlasti razorile slog Hrvatske revije. Poslije toga odlazi u Španjolsku, u Barcelonu, gdje zajedno sa suprugom živi od lipnja 1968. do povratka u Hrvatsku, 12. srpnja 1991. godine.
Baveći se brojkom žrtava Križnoga puta, došao je do brojke od 200 tisuća. To je procjena na koju su se najviše pozivali Hrvati u emigraciji.

### Povratak u domovinu
Nakon povratka u domovinu, 1991. godine, svoju je cjelokupnu rukopisnu i knjižnu ostavštinu darovao Nacionalnoj i sveučilišnoj knjižnici u Zagrebu. Imenovan je, 1993. godine, za zastupnika u Županijskome domu hrvatskoga sabora. Bio je predsjednik Hrvatske matice iseljenika i dopredsjednik Matice hrvatske.
Umro je u Šibeniku, 12. srpnja 1997. godine.

## Djela
Nikolić pjesme počinje pisati još u drugome razredu gimnazije te tada uređuje i list Iskra gdje ujedno objavljuje i svoje pjesme. Svojim pjesničkim djelima ušao je u antologiju hrvatskog pjesništva druge polovice 20. stoljeća "Skupljena baština", priređivača Stijepa Mijovića Kočana. Neka njegova djela je, u njenoj antologiji Żywe źródła ("Živi izvori") iz 1996. godine, s hrvatskoga na poljski jezik prevela poljska književnica i prevoditeljica Łucja Danielewska.
- Proljetna svitanja, Zagreb, 1935.
- Svijetli putovi, Zagreb, 1939.
- Moj grad, Zagreb, 1941.
- Hrvatska domovina: hrvatsko rodoljubno pjesništvo 1831. – 1941., Zagreb, 1942.
- Oslobođeni žali, Pododbor Matice hrvatske, Zagreb, 1943.
- Nacionalni zadatci književnosti, Zagreb, 1944.
- Izgubljena domovina, Rim, 1947. (Hrvatska emigrantska knjižnica "Velebit", knj. 1.)
- Oskvrnuto proljeće: trideset soneta, Yunque, Buenos Aires, 1947.
- Duga nad porušenim mostovima: izabrane pjesme, izbor Rajmund Kupareo, Buenos Aires, 1964.
- Pred vratima domovine: susret s hrvatskom emigracijom 1965: dojmovi i razgovori, Buenos Aires, 1966.
- Bleiburška tragedija hrvatskoga naroda, Knjižnica Hrvatske revije, München, 1976. (suautor Franjo Nevistić)
- Trubač iz daljine, Rim-Chicago, 1976. (suautor Ante Kadić)
- Gorak je zemje kruv,  München-Barcelona, 1977.
- Mile Budak, pjesnik i mučenik hrvatske: spomen-zbornik o stotoj godišnjici rođenja, Knjižnica Hrvatske Revije, Barcelona, 1990.
- Povratak: izabrane pjesme, priredili Božidar Petrač i Ivan Tolj, Zagreb, 1990.
- Stepinac mu je ime. Zbornik uspomena, svjedočanstava i dokumenata, priredio: Vinko Nikolić, Zagreb, 1991. (Prvo izd. München-Barcelona, knj. 1, 1978., knj. 2, 1980.)
- Opjevani grad, Šibenik, 1994.
- Tragedija se dogodila u svibnju...: jedna (prva) godina egzila u dnevniku "ratnog" zarobljenika broj 324.664, Zagreb, 1995. (1. izd. Barcelona-München, 1984.)
- U službi domovine: studije, ogledi, portreti, priredio Ivan Rodić, Zagreb, 1996.
- Izabrane pjesme, priredio Cvjetko Milanja, Vinkovci, 1998.

## Odlikovanja
- 1995.: Red kneza Trpimira s ogrlicom i Danicom.[7]

### Časopisi
- Šego, Jasna. 2017. Socijalni, religiozni i domoljubni motivi u pjesništvu Vinka Nikolića. Kroatologija. Sveučilište u Zagrebu – Fakultet hrvatskih studija. Zagreb. 8 (1–2): 78–95

### Mrežna sjedišta
- Nikolić, Vinko. Hrvatska enciklopedija LZMK. Pristupljeno 29. travnja 2025.

## Vanjske poveznice
Ostali projekti
|  | Zajednički poslužitelj ima još gradiva o temi Vinko Nikolić |
|  | Wikicitati imaju zbirke citata o temi Vinko Nikolić         |